# Câmpia Băileștilor

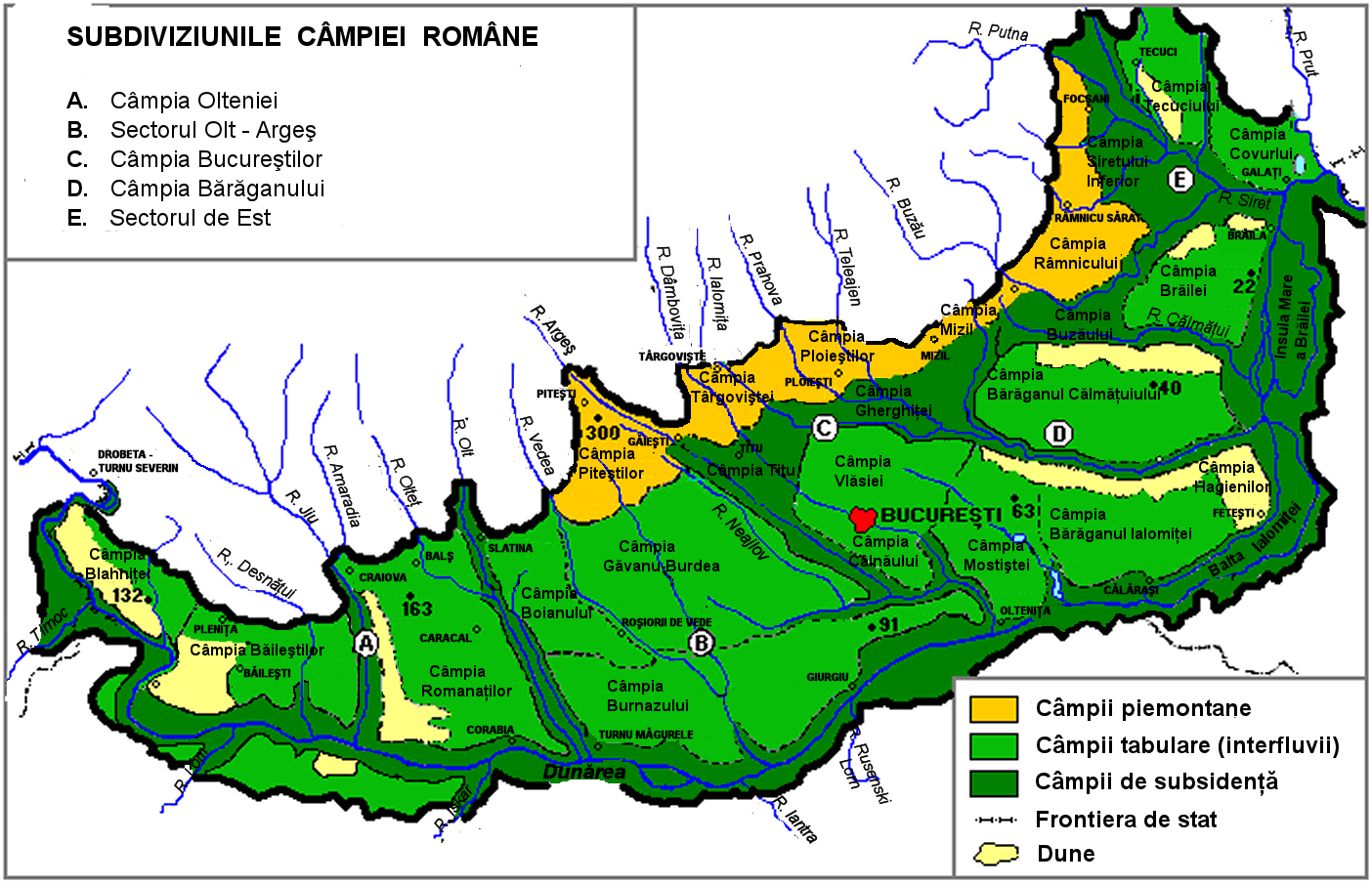
Câmpia Română şi subdiviziunile sale

Câmpia Băileștilor este o subunitate a Câmpiei Române. Deoarece este traversată de râul râul Desnățui, i se mai spune uneori și Câmpia Desnățuiului